# BYD Leopard 3

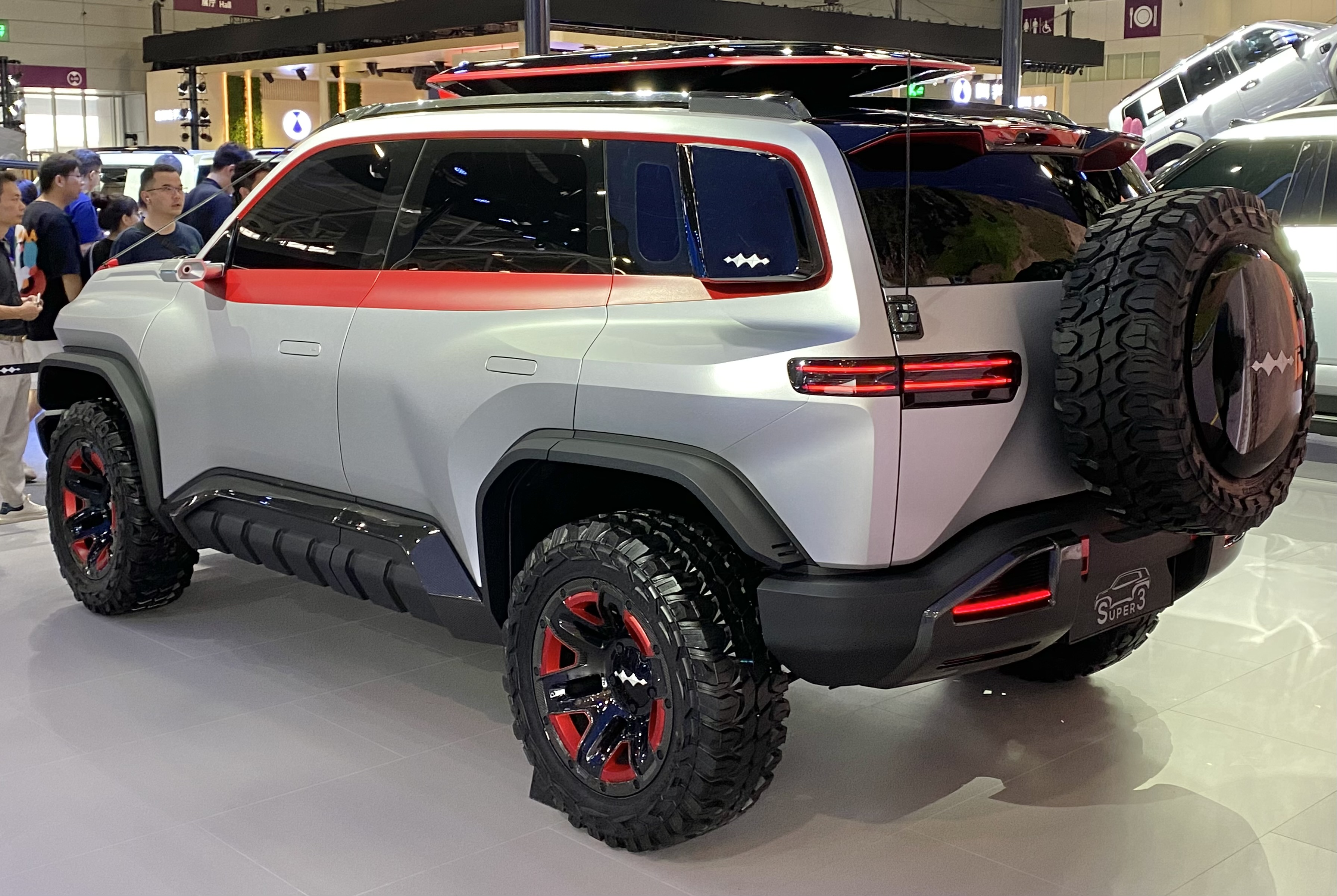
Вид сзади

BYD Leopard 3 (на внешнем рынке Fangchengbao Bao 3) — компактный электромобиль-внедорожник, выпускающийся с апреля 2024 года китайской компанией BYD Auto под брендом Fangchengbao.

## История и описание модели
В апреле 2024 года подразделение Fangchengbao представило третью после Fangchengbao Bao 5 и Fangchengbao Bao 8 модель — Fangchengbao Super 3. Серийный выпуск начался спустя 2 месяца.
Fangchengbao Bao 3 получил чёткий и массивный силуэт с высокой линией капота, характерно расширенными фарами, чётко очерченными колёсными арками и крышкой запасного колеса, расположенной на крышке багажника. Производитель предусмотрел два стилистических пакета, отличающих внешний вид переднего и заднего бамперов. На крыше установлен дополнительный багажник.

### Продажи
BYD Leopard 3 продаётся исключительно на внутреннем китайском рынке. Начало продаж было запланировано на третий квартал 2024 года.

### Технические характеристики
В отличие от других моделей Fangchengbao, Bao 3 является полностью электрическим автомобилем. Он оснащён двумя электродвигателями мощностью 147 и 268 л. с. До 100 км/ч автомобиль разгоняется за 4,9 сек., а максимальная скорость — 201 км/ч.